# Zlatofilnost
U hemiji, zlatofilnost se odnosi na tendenciju kompleksa zlata da se agregiraju putem fomiranja slabih zlato-zlato veza.
Glavni dokaz za postojanje zlatofilnosti proizilazi iz kristalografske analize Au(I) kompleksa. Zlatofilna veza ima dužinu od oko 3,0 Å i jačinu od oko 7–12 [[Калорија|, što je uporedivo sa jačinom vodonične veze. Zlatofilna interakcija se smatra rezultatom elektronske korelacije komponenti zatvorene-ljuske, što je neobično pošto atomi sa zatvorenim ljuskama obično imaju zanemarljive međusobne interakcije na rastojanjima u skali Au-Au veza. Ove interakcije su u izvesnoj meri slične sa van der Valsovim interakcijama, ali su obično jake usled relativističkih efekata. Opažanja i teorija pokazuju da se u proseku 28% energije vezivanja u zlatofilnoj interakciji može pripisati relativističkoj ekspanziji d orbitala zlata.
Manifestacija zlatofilnosti je sklonost centara zlata da se agregiraju. Mada su intra- i inter-molekulske aurofilne interakcije poznate, jedino je primećena intramolekularna agregacija.